# Pont Henri-Konan-Bédié
Le pont Henri-Konan-Bédié  est un pont autoroutier à péage reliant les communes de Cocody et de Marcory à Abidjan en Côte d'Ivoire. Mis en service en décembre 2014, il permet un gain de temps important (souvent plus d'une heure de trajet) entre les deux quartiers séparés par la lagune Ébrié et de désengorger les deux seuls autres ponts de la ville, situés plus à l'ouest : le pont Félix-Houphouët-Boigny construit en 1957 et le pont Général-de-Gaulle construit en 1967.
Construit en trois ans par le groupe Bouygues Construction, il était alors considéré comme l'un des plus importants chantiers d'infrastructure de l'Afrique de l'Ouest et est un symbole du renouveau économique de la Côte d'Ivoire en proie à une crise majeure quatre ans plus tôt.

## Conception
L'idée du projet de pont Riviera-Marcory figure déjà dans le plan d'urbanisme BADANI de 1952 (à l'origine de la transformation d'Abidjan en ville industrielle et commerciale) puis dans le plan SETAP de 1960 (Société pour l’étude technique d’aménagements planifiés). Ces deux plans d'urbanismes ont fixé les principaux boulevards d'aujourd'hui avec une attention particulière à l'île de Petit-Bassam, le Plateau, mais aussi et surtout Cocody. Toutefois, l’État de Côte d'Ivoire n'a jamais lancé le projet d'un pont reliant à l'époque Cocody-Danga à l'actuelle commune de Marcory.
Il aura fallu une forte croissance et extension de l'agglomération d'Abidjan pour que ce projet de pont soit à nouveau à l'étude. La conception de l'ouvrage est finalement achevée début 1996, dans le cadre du programme des « Douze travaux de l’éléphant d’Afrique ». Un appel d'offres international est lancé en juillet 1996, menant à la signature du contrat de concession le 14 novembre 1997. Porté et mis en avant par Tidjane Thiam, ministre du Plan et du Développement, la première pierre du pont alors nommé Riviera-Marcory est posée le 18 janvier 1999 lors d'une cérémonie solennelle à l'Institut national de la jeunesse et des sports, en présence d'un important parterre de personnalités politiques.
Le chantier est brutalement interrompu à la suite du coup d'État du 24 décembre 1999, qui survient quelques jours après le bouclage du financement du projet et ne reprendra jamais pendant toute la période de crise politico-militaire. Il faudra attendre l'année 2008 pour voir réapparaître une volonté politique de relancer le chantier, sous l'impulsion du ministre des infrastructures économiques Patrick Achi.

## Construction
Courant 2011, avec la normalisation de la situation politique, de nouveaux contrats sont signés, permettant la relance du chantier marquée par une nouvelle cérémonie officielle le 7 septembre 2011, à laquelle assistent le président en exercice Alassane Ouattara et l'ancien président Henri Konan Bédié, dont le nom est désormais donné au pont, qui sera le plus long de Côte d'Ivoire.
Le projet entier est constitué de trois parties : 
- la partie Nord côté Riviera, longue de 2,7 km en 2x2 voies partant du boulevard Mitterrand au niveau de l’École de Police jusqu'en bordure de la lagune Ébrié, auxquelles s'ajoute une digue de 400 m ;
- le pont Henri-Konan-Bédié, long de 1,5 km en 2x3 voies, d'une largeur de 28 m dont 3 m de trottoir, et dont les fondations vont de 30 m à 80 m de profondeur, relie la digue de la Riviera à la rive de Marcory ;
- la partie Sud côté Marcory, longue de 2 km en 2x3 voies, relie le bord lagunaire au boulevard Giscard-d'Estaing, se raccordant à un échangeur à trois niveaux[5] construit pour l'occasion. Des voies latérales sont destinées aux riverains de cette zone très habitée.

L'ensemble de la construction est assurée par le groupe Bouygues pour un coût total estimé initialement à près de 152 milliards de francs CFA (232 millions d'euros). Le coût total du projet (pont + autoroute + échangeurs) s'établit à 308 millions d’euros, financés via un partenariat public-privé entre l’État ivoirien et de nombreux partenaires internationaux (BOAD, BIDC, BAD, AFC, FMO, BMCE, PAIDF et MIGA),.
La construction du pont Henri-Konan-Bédié est un projet qui a employé jusqu'à 1 500 employés, à 90 % ivoiriens, auxquels s'ajoutent 60 expatriés. Le chantier impliqua une collaboration entre des ingénieurs français et ivoiriens, issus de l'Institut polytechnique Houphouët-Boigny.
Les pieux et les caissons des ponts sont construits sur place tandis que le béton utilisé, le CM3 provenant d'Espagne, est modifié chimiquement pour convenir aux conditions locales via l'ajout d’adjuvants. De la bentonite est utilisée pour effectuer le coffrage des pieux.
La construction du pont HKB ainsi que de l'échangeur situé sur le boulevard Valéry-Giscard-d'Estaing et des autoroutes d'accès au Nord et au Sud de la lagune, est la réalisation de la société SACPRM (Société Anonyme de Construction du Pont Riviéra Marcory).

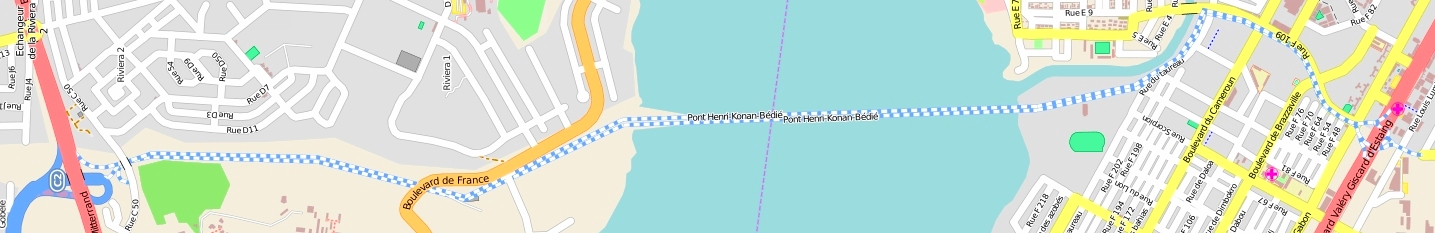
Plan du projet autoroutier Riviera-Marcory avec le pont Henri-Konan-Bédié. L'ouvrage entier est en pointillés blancs et bleus.

## Communication et impact
Premier grand chantier relancé après l'arrivée au pouvoir d'Alassane Ouattara en avril 2011, ce dernier en a fait le symbole de la reconstruction, voire de la « renaissance » de la Côte d'Ivoire après une décennie de guerre civile.
Le gouvernement ivoirien a aussi souhaité faire de la construction du pont un exemple de bonne gestion tant sur la question de la gouvernance que sur les questions liées à son financement (appel d'offres, partenariat public-privé, transparence) alors que la Côte d'Ivoire souffre d'une corruption endémique). La SOCOPRIM, chargée de la construction de l'ouvrage et concessionnaire, publia ainsi de nombreux comptes-rendus de l'avancement des travaux, traitant de la gestion de ceux-ci, du personnel et des matériaux utilisés.

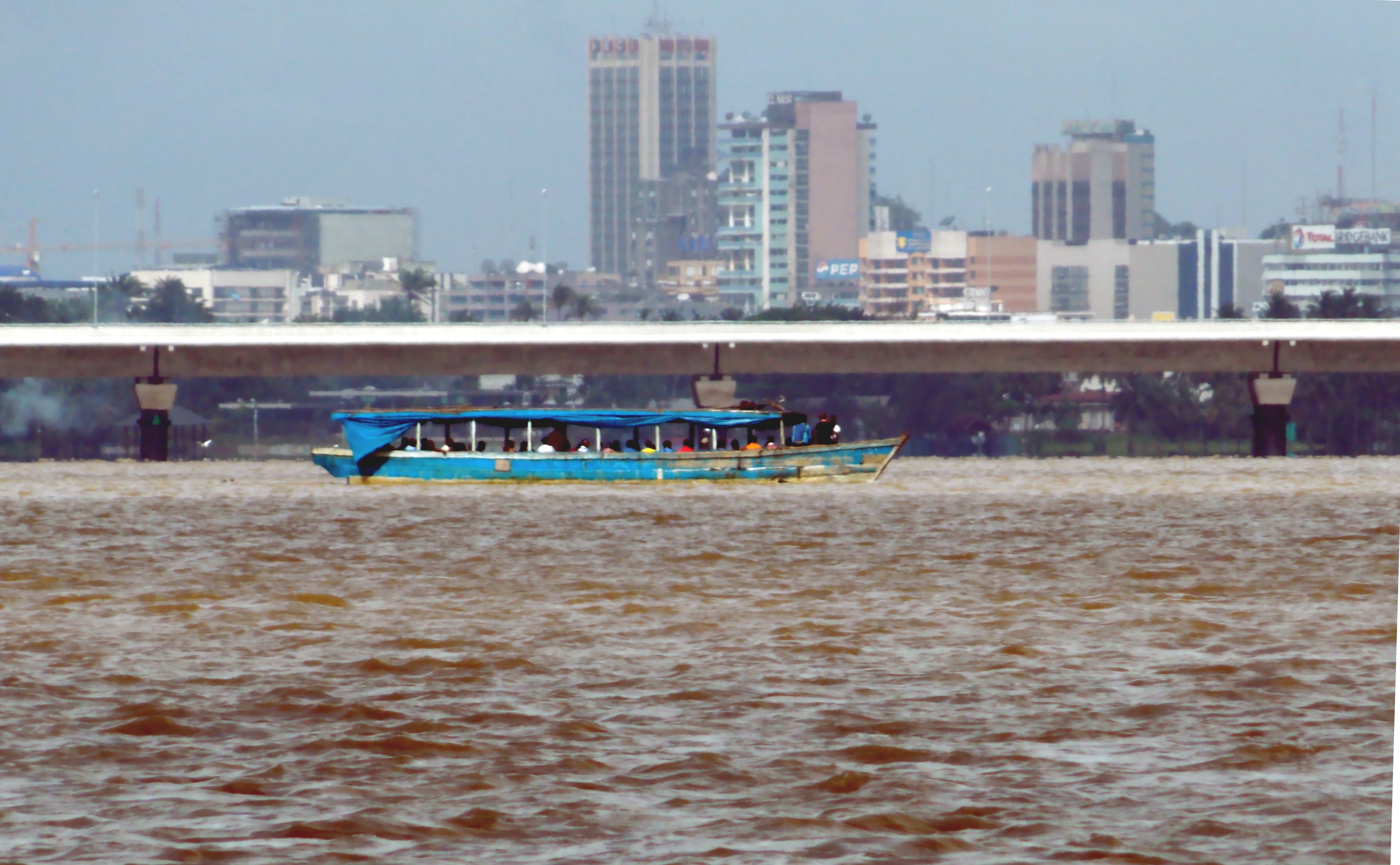
Une pinasse devant le pont.

Pendant sa construction, les visites ne sont plus limitées aux seules équipes gouvernementales et aux journalistes, mais sont élargies à certains publics tels que des groupes scolaires. Le chantier reçut également la visite de François Hollande, en visite officielle en juillet 2014.
Le gouvernement ivoirien a annoncé la construction de deux nouveaux ponts à Abidjan avant même que le pont HKB ne soit terminé : le pont d'Azito, devant relier la commune abidjanaise de Yopougon à l'île Boulay, et le pont Cocody-Plateau, devant relier directement la commune de Cocody à celle du Plateau en contournant la commune d'Adjamé et le carrefour de l'Indénié. Un pont reliant Adjamé à Yopougon est également à l'étude.
L'inauguration de l'ouvrage se déroule le 16 décembre 2014 en présence du chef de l’État Alassane Ouattara, du président de la Banque africaine de développement Donald Kaberuka et d'une délégation française menée par Martin Bouygues. Le groupe de musique Magic System est également invité aux cérémonies, leurs membres étant originaires du quartier d'Anoumabo où empiète le pont.

## Critique du péage
Jusqu'à la mise en service de l'Autoroute du Nord en décembre 2013, le réseau routier ivoirien était intégralement entretenu par l’État et sans péage.
Les tarifs prévus (à partir du 2 janvier 2015) pour le pont sont : 500 francs CFA pour les voitures, 1 500 francs CFA pour les cars et camions et 3 000 francs CFA pour les poids lourds.
En réponse aux critiques contre le péage, le gouvernement annonce lors de l'inauguration de l'ouvrage la gratuité du péage du 20 décembre 2014 au 2 janvier 2015.

## Inondation de janvier 2015
Le 8 février 2015, certaines portions du pont sont inondées à la suite d'une défaillance du système d'évacuation des eaux de pluie.